# Peng Liyuan
Peng Liyuan (彭丽媛S) (Linyi, 20 novembre 1962) è una cantante lirica cinese, moglie dell'attuale segretario generale del Partito Comunista Cinese Xi Jinping.

## Biografia
Originaria della contea di Yuncheng, nella provincia dello Shandong, e di famiglia povera, Peng entra a far parte dell'Esercito popolare di liberazione nel 1980, quando aveva 18 anni, iniziando come semplice soldato. Per via del suo talento vocale (soprano e cantante folk) in seguito Peng si esibisce nei tour in prima linea per aumentare il morale delle truppe durante i conflitti di confine sino-vietnamiti. Peng si esibisce per la prima volta a livello nazionale e raggiunge la notorietà nel 1982 durante la prima esecuzione del Gala di Capodanno lunare della CCTV, la festa più importante della cultura cinese, interpretando nel grande show della TV di Stato On the Plains of Hope.
Definita la "First Lady cinese", tra il 2012 e il 2017 è stata presidente dell'Accademia dell'Arte dell'Esercito Popolare di Liberazione (il nome dell'accademia è stato cambiato nel 2017 in Istituto militare e culturale dell'Università di Difesa Nazionale, Esercito Popolare di Liberazione). Peng ha guadagnato popolarità come soprano grazie a regolari apparizioni all'annuale Gala di Capodanno di CCTV, un programma televisivo molto seguito in Cina che va in onda durante il capodanno cinese. Peng ha poi conseguito diverse vittorie e riconoscimenti nelle competizioni canore a livello nazionale.

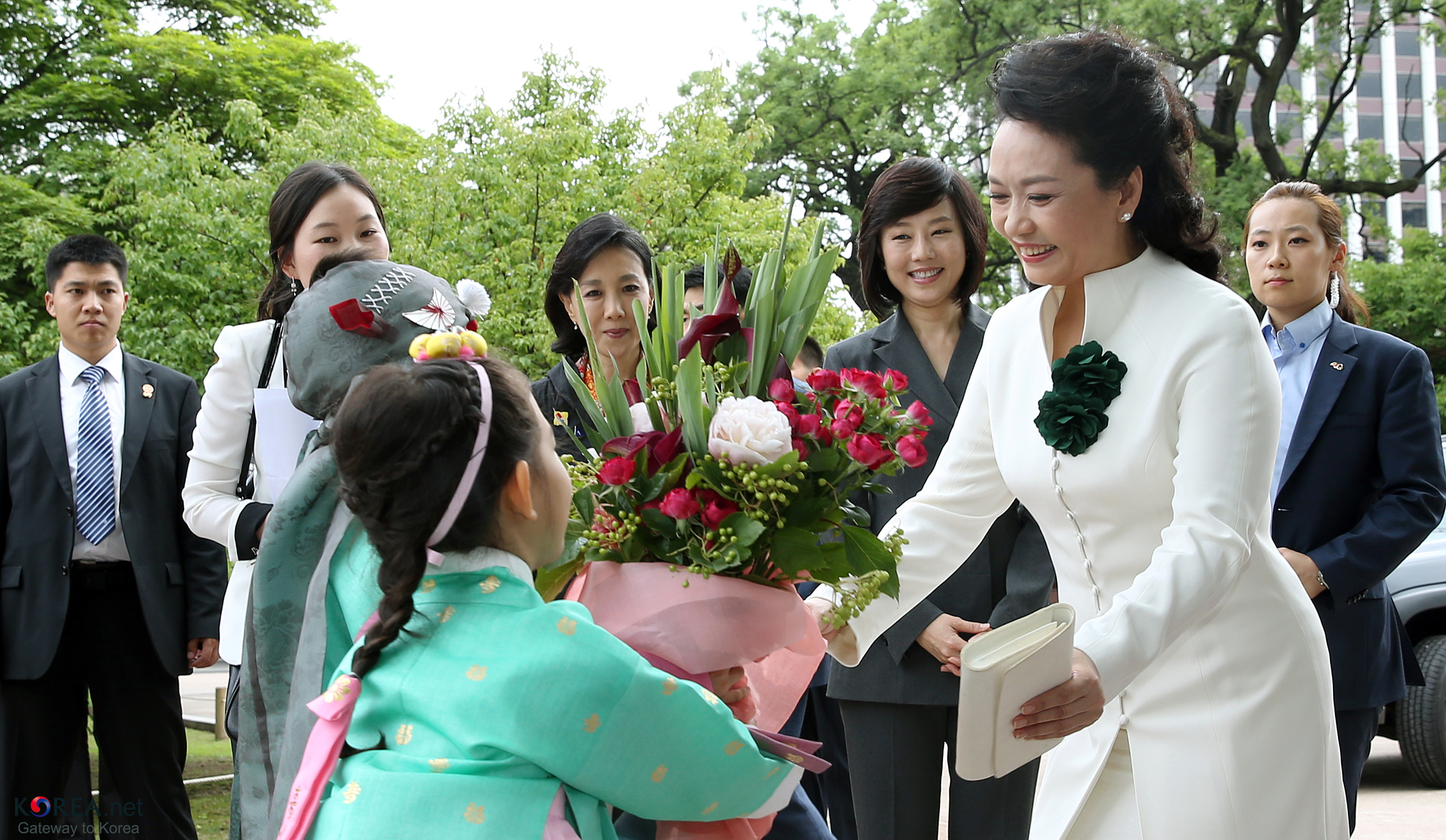
Il 3 luglio 2014, la First Lady cinese Peng Liyuan ha visitato il Palazzo Changdeokgung a Seul

Peng è stata un membro civile dell'Esercito Popolare di Liberazione della Cina, e aveva ottenuto il grado civile equivalente al Maggior Generale prima di essere nominata decana dell'Accademia d'Arte. Ambasciatrice dell'Oms per la tubercolosi e l'Aids, inviata speciale dell'UNESCO per l'avanzamento della educazione delle ragazze e delle donne, nel 2017 è, secondo Forbes, la 51ª donna più potente del mondo.

## Vita privata
Peng è sposata dal 1987, quando era già all'apice della propria carriera, con l'attuale Presidente della Repubblica Popolare Cinese Xi Jinping, all'epoca funzionario di medio livello e vicesindaco di Xiamen, porto della Cina sudorientale, e con un matrimonio alle spalle perché la prima moglie, figlia di un ambasciatore, aveva preferito seguire il padre a Londra. Insieme hanno una figlia di nome Xi Mingze (习明泽) nata il 25 giugno 1992, soprannominata Xiao Muzi (小木子).